# John Luther Long
John Luther Long (1 de enero de 1861-31 de octubre de 1927) fue un abogado y escritor estadounidense más conocido por su cuento "Madame Butterfly", basado en los recuerdos de su hermana, Jennie Correll, que había estado en Japón con su marido, un metodista misionero.

## Biografía
Nacido en Hanover (Pensilvania), Long fue admitido en el colegio de abogados de Filadelfia el 29 de octubre de 1881 y se convirtió en abogado en ejercicio. El 17 de enero de 1882 se casó con Mary Jane Sprenkle. Murió a los 66 años el 31 de octubre de 1927 después de haber pasado los últimos dos meses de su vida en un sanatorio en Clifton Springs (Nueva York). El obituario en The New York Times del 1 de noviembre de 1927 citaba su propia interpretación de sí mismo como "un sentimental, y un feminista y orgulloso de ello".
Con David Belasco escribió la obra de teatro en cuatro actos "Adrea", protagonizada por Mrs. Leslie Cartery que se representó durante 123 funciones en el primer Belasco Theatre. Su obra de teatro en un acto "Dolce" se representó en el Manhattan Theatre el 24 de abril de 1906, protagonizada por Minnie Maddern Fiske.